# Collare d'oro al merito sportivo
Il collare d'oro al merito sportivo è la massima tra le onorificenze del Comitato olimpico nazionale italiano. Il premio è nato nel 1995.

## Conferimento
Il collare d'oro al merito sportivo viene conferito a:
- atleti italiani che abbiano conseguito risultati o titoli stabiliti dalla giunta del CONI quali vittoria in prove olimpiche e campionati del mondo
- dirigenti sportivi che abbiano onorato lo sport italiano per oltre 40 anni e già in possesso della stella d'oro al merito sportivo
- società sportive con un'anzianità di costituzione di almeno 100 anni e già in possesso della stella d'oro al merito sportivo.

Fino al 2014 il collare d'oro al merito sportivo poteva essere concesso una sola volta nel corso della carriera sportiva. Nel caso un atleta, dirigente o società fossero stati meritevoli per una seconda volta, al posto del collare d'oro veniva conferito il diploma d'onore, costituito da una targa su cui era riprodotto il collare d'oro. Dopo il 2014 il collare d'oro al merito sportivo può essere concesso una sola volta all'anno ma può essere ripetuto nel corso della carriera sportiva. Chi viene insignito del collare d'oro non può ricevere onorificenze di grado inferiore.

## Faleristica

dal 1995 al 18 dicembre 2014
dal 18 dicembre 2014

## Edizioni
- Collari d'oro al merito sportivo 2008
- Collari d'oro al merito sportivo 2012
- Collari d'oro al merito sportivo 2013
- Collari d'oro al merito sportivo 2015
- Collari d'oro al merito sportivo 2016
- Collari d'oro al merito sportivo 2017
- Collari d'oro al merito sportivo 2018
- Collari d'oro al merito sportivo 2019
- Collari d'oro al merito sportivo 2020
- Collari d'oro al merito sportivo 2021